# داوود قیمحی
داوود قِمحی یا داوود کیمخی(عبری:דוד קמחי) در سال ۱۱۶۰ زاده شد. او از مهم‌ترین خاخامهای سده‌های میانه بود که در دستور زبان عبری تخصص داشت و به تفسیر تورات و تنخ یهودی می‌پرداخت. او در ناربُن در فرانسه زاده شد. پدرش یوسف قیمحی و برادرش ربی موسی قیمحی بود؛ پس داوود قیمحی از خانواده‌ای برخاسته بود که همگی متخصص دستور زبان و مفسر تورات بودند.
داوود قیمحی بیشتر برای تفاسیری که بر سِفر انبیاء نوشته‌است معروف است؛ سِفر انبیاء به شرح زندگی و پیشگویی‌های پیامبران می‌پردازد. او همچنین تفسیری در مورد کتاب تواریخ ایام، سفر پیدایش و مزامیر داوود نوشت. ظاهراً نخستین این تفاسیر، تفسیر کتاب تواریخ ایام بوده‌است. این اثر در پاسخ به درخواست پدر یک دانش‌آموز برای تفسیری مطابق با مفهوم ساده و روشن این متن نگاشته شد. قیمحی در این تحقیقات رویکرد برگرفته توسط ابن‌عزرا و بزرگان قیمحی را به کار برد که بر دریافت فلسفی درست از متن تأکید می‌ورزیدند. قیمحی جهت تمایز نهادن میان مفهوم صریح کتاب مقدس در مقابل تفسیر موعظه‌ای از آن، اغلب در بحثش به منابع عمده خاخامی ارجاع می‌دهد.
اولین رساله قیمحی فقه اللغة نام داشت. بخش دستوری این اثر به نام میخلول شهرت یافت. واژه‌نامه آن به نام سفر هَشوراشیم (سِفر ِ ریشه‌ها) شناخته شد. قیمحی با نگاشتن این رساله می‌خواست جایگزینی برای رساله‌های دشوار و پیچیده یونس بن جناح و یهودا بن داوود حیوج و نوشته‌های کوتاه‌تر ابراهیم بن عزرا و موسی بن قماح ارائه دهد. محققانی همچون یوسف ابن‌کاسپی، پرافیات دوران، داوود بن سلیمان بن یحیی و ابراهیم بالمی از شیوه کار وی در دستور زبان انتقاد کرده‌اند. با وجود این، او طرفدارانی نیز داشت و در آن زمان تحقیقات دستوری‌اشش به طور گسترده‌ای در محافل یهودی و حتی محافل مسیحی شهرت یافت.
بخش مهمی از اطلاعات موجود در میخلول قیمحی در کتاب ات سوفر خلاصه شد، و این اثر مانند کتاب راهنما برای کسانی بود که از تنخ، نسخه‌برداری می‌نمودند؛ این اثر برای کمک به نویسندگان در کارشان آماده شد. قیمحی در این اثر تعدادی از مسائل دستوری را مورد بررسی قرار داده و دیدگاه‌های خود وی در تفاسیر بعدی ثبت گردیده‌است. بحث مهم او درباره برداشت‌ها و قرائت‌های مختلف از متن کتاب مقدس که سبب آشفتگی و سردرگمی‌هایی در مورد تفسیر درست در طول دوره شخصیت‌های سنهدرین بزرگ شد، اهمیت خاصی دارد. او برای تعیین قرائت صحیح از کتاب مقدس و در جستجوی نسخه‌های خطی قدیمی سفرهای زیادی کرد.
قیمحی علاوه بر تحقیقات متنی و فقه اللغة، به موضوعات فلسفی نیز می‌پرداخت. او متأثر از عقل‌گرایی ابن‌عزرا و ابن میمون بود. عقیده جنجالی قیمحی درباره نبوت پیامبران بود. او برداشت خود را از نبوت برپایه نظرات ابن میمون بنا کرد، ولی از پذیرفتن نظرات بنیادگرایانه ابن میمون مبنی بر این که پیامبری فقط در انحصار خاندان بنی‌اسرائیل است، سرباز زد. او معتقد بود که غیریهودیان نیز می‌توانند نبوت کنند. برخی از نظرات قیمحی، مورد مخالفت بسیاری از دانشمندان یهودی از جمله یهودا بن الفخار، یعقوب عیمدن و داوود بن سلیمان بن ابی زیمزا قرار گرفت.
به رغم همه انتقاداتی که از سوی محافظه‌کاران یهودی به قیمحی وارد می‌شد، قیمحی به دنبال دفاع از یهودیت بود. او به پاسخ‌گویی بر انتقاداتی که مسیحیان و مسلمانان بر دین یهود وارد می‌کردند، رغبت داشت. وی شیوه کنایی تفسیر مسیحی را مورد حمله قرار داده و تحریفات مسیحیان از کتاب مقدس را نشان داده‌است. وی همچنین کتابی در رد آیین مسیحیت نوشته؛ اما تأکید کرده که برتری قوم یهود بر دیگر اقوام برتری دینی و نه برتری نژادی‌است.